# Algoth Niska
Algoth Johannes Niska (Viborg, 5 de desembre de 1888 — Helsinki, 28 de maig de 1954) va ser un contrabandista i esportista finès. Va passar la seva infància amb el seu pare, un capità de mar finlandès-suec, i els seus quatre germans. Després de la mort del seu pare el 1903, la família es va traslladar a Helsinki. En contextos finlandesos, el seu nom es pot trobar escrit tant com Algoth com Algot.
En la seva joventut, Algoth Niska es va destacar com a futbolista, jugant a l'equip nacional de futbol finlandès el 1912. Algoth Niska va jugar a futbol per al club Unitas, que va guanyar el primer campionat de Finlàndia el 1908. Va jugar per a la selecció finlandesa el 1911-1912 i va participar en els Jocs Olímpics d'Estiu de 1912 a Estocolm.
Malgrat la seva notable carrera esportiva, Algoth Niska també era conegut per les seves activitats de contraban. Quan es va imposar la prohibició de l'alcohol a Finlàndia el 1919, Algoth Niska va començar a vendre begudes alcohòliques. Les classes benestants de Hèlsinki van començar a comprar-li alcohol. Ell obtenia l'alcohol de vaixells estonians i alemanys que havien ancorat a la costa finlandesa. Posteriorment, va començar a introduir vi de Suècia, que no tenia una llei de prohibició. Durant la dècada de 1920, Niska va tenir la seva seu a la granja de Lillgården, a la vall de Tyresta, entre Åva i Estocolm.
De vegades, Niska era capturat i empresonat per curts períodes. Segons ell mateix, mai havia disparat contra un policia o s'havia resistit a les autoritats. Quan era alliberat, continuava amb les activitats de contraban i era buscat tant a Finlàndia com a Suècia. El 1923, va ser expulsat de Suècia i va viure després a Riga, Tallinn i Danzig. Niska parlava suec, alemany, anglès i finès.
El 1938, Niska va conèixer un home de negocis austriac, el jueu Albert Amtman, que havia fugit del nazisme a Finlàndia. Niska va decidir ajudar als jueus i va proporcionar passaports falsificats. Va aconseguir salvar 150 jueus durant la Segona Guerra Mundial i era buscat per la Gestapo. Les activitats de contraban de persones de Niska van acabar quan Alemanya va declarar la guerra a la Unió Soviètica i es van tancar les fronteres.
La seva família era coneguda per les seves habilitats artístiques, el seu germans i germanes van destacar en diversos camps de la música i la cultura: Adolf va ser un baríton d'òpera, Ester una soprano, Bror un cantant d'opereta, Arno un director de teatre i Aina una ballarina. Algoth Niska va contraure matrimoni dues vegades a la seva vida. Primer, l'11 de setembre de 1917, es va casar amb Magda Aufrichtig a Helsinki i més tard, el 21 de juliol de 1927, es va casar amb Celia Andersson a Mariehamn. Va tenir dos fills, Magda i Jack. Niska és avi del cantant finlandès Danny.
Algoth Niska va morir a l'edat de 65 anys a causa d'un tumor cerebral i està enterrat al cementiri de Hietaniemi, en Helsinki.

## Referència
1. 1 2 3 4  Kallonen, Kari. Algoth Niska : salakuljettajien kuningas. 1. painos.  [Tampere]: Revontuli, 2000. ISBN 952-5170-13-6.
2. ↑   Jalkapallon pikkujättiläinen.  Helsinki: WSOY, 2003. ISBN 951-0-27037-7.
3. 1 2  Nilsson, Sune (8 januari 2016). ”Percy Nilssons tvätteri”. Haninge kommun.
4. 1 2  ”Ilkka "Danny" Lipsanen: Isoisäni Algot Niska”. Kustannus HD. 21 augusti 2014.
5. ↑  ”Hietaniemen hautausmaa – merkittäviä vainajia” (PDF). Helsingin seurakuntayhtymä. sid. 13. Läst 12 juli 2016.